# Brigada «Almogávares» VI de Paracaidistas
La Brigada "Almogávares" VI de Paracaidistas, hasta agosto de 2020 Brigada Orgánica Polivalente "Almogávares" VI de Paracaidistas (BOP PAC VI), popularmente Brigada Paracaidista o BRIPAC y antes de 2015 Brigada de Infantería Ligera Paracaidista "Almogávares" VI es una fuerza aerotransportada y unidad de élite del Ejército de Tierra español. La BRIPAC es una brigada polivalente (una unidad integrada por alrededor de unos tres mil efectivos de diferentes ramas) que perteneció desde 2015 hasta mediados de 2020 a la División «Castillejos» y desde septiembre de 2020, fruto de una nueva reorganización del Ejército de Tierra español, se encuadra en la División «San Marcial»
La BRIPAC está organizada en:
- Cuartel General
- Batallón del Cuartel General (BON CG BOP PAC)
- Regimiento de Infantería «Nápoles» n.º 4, de Paracaidistas: Primera Bandera de Infantería Paracaidista «Roger de Flor» I/4 y Bandera de Infantería Protegida «Roger de Lauria» II/4
- Regimiento de Infantería «Zaragoza» n.º 5: Bandera de Infantería Protegida «Ortiz de Zárate» III.
- Regimiento de Caballería "Lusitania" n.º 8
- Grupo de Artillería de Campaña Paracaidista VI (GACAPAC)
- Batallón de Zapadores Paracaidistas VI (BZPAC VI)
- Grupo Logístico VI (GL VI)

Es una unidad ligera preparada para operar detrás de las líneas enemigas y por tanto, dispondrá de los medios necesarios para actuar de forma autónoma, sin depender de los apoyos de fuego que eventualmente pudieran llegar de las líneas propias. Su capacidad de asalto aéreo, no obstante, limita de manera evidente el tipo de medios que puede desplegar, pero su transformación en brigada orgánica polivalente ha significado la incorporación de vehículos blindados de caballería, la adición también de vehículos blindados a dos de sus banderas de infantería, y la de obuses de 155 mm en su grupo de artillería; hasta entonces, la Brigada Paracaidista empleaba solo los cañones ligeros de 105 mm Light Gun (L-118 y L-119), de fabricación británica, como apoyo de fuego; así mismo, para repeler un eventual ataque de medios acorazados enemigos dispone de los misiles anticarro TOW y MILAN complementados y posteriormente sustituidos por el Spike. Como misiles antiaéreos cuenta con los misiles de fabricación francesa Mistral sobre afuste individual o doble.

## Historia

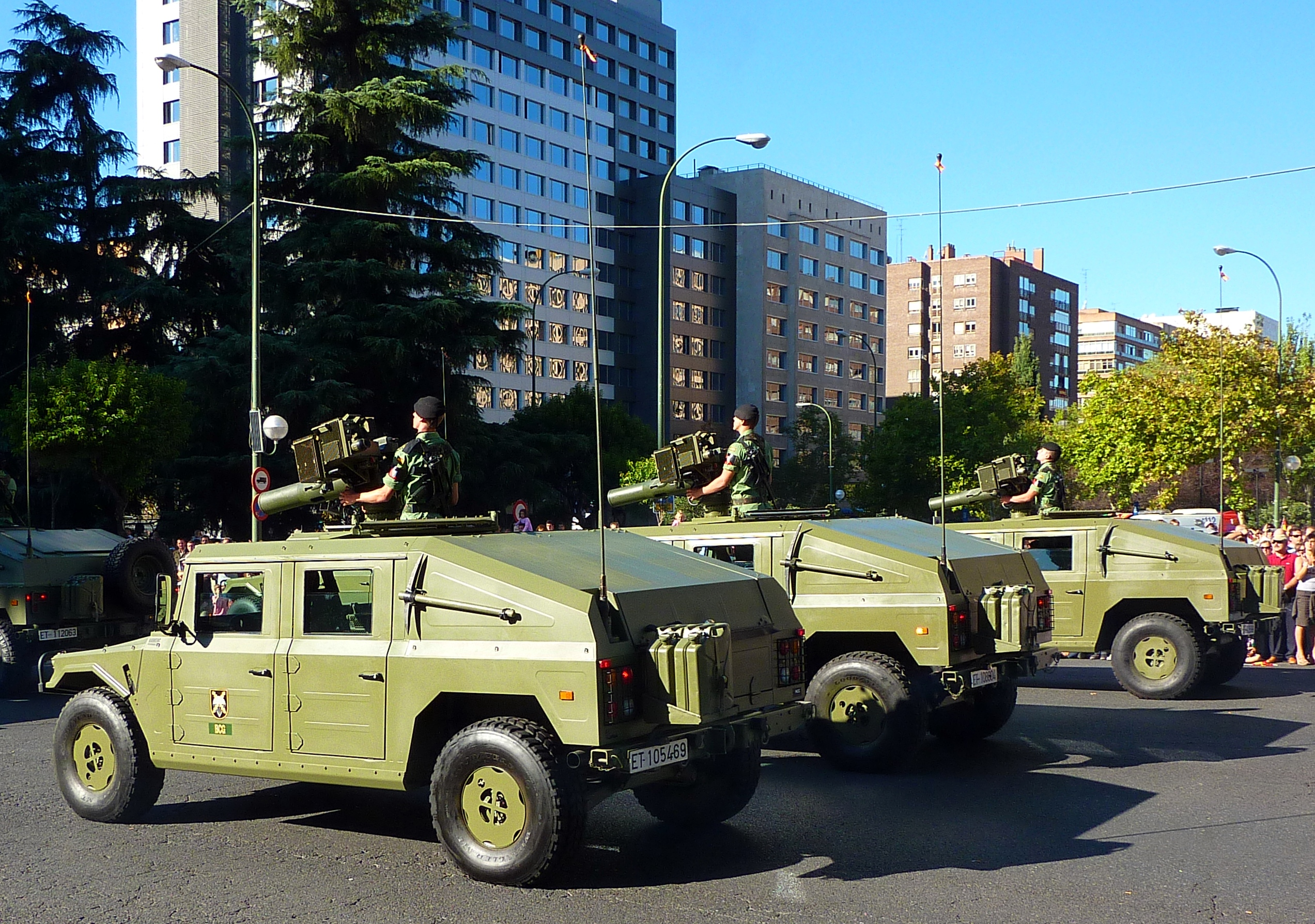
Tres Rebecos blindados de la BRIPAC armados con misiles antitanque TOW 2A.

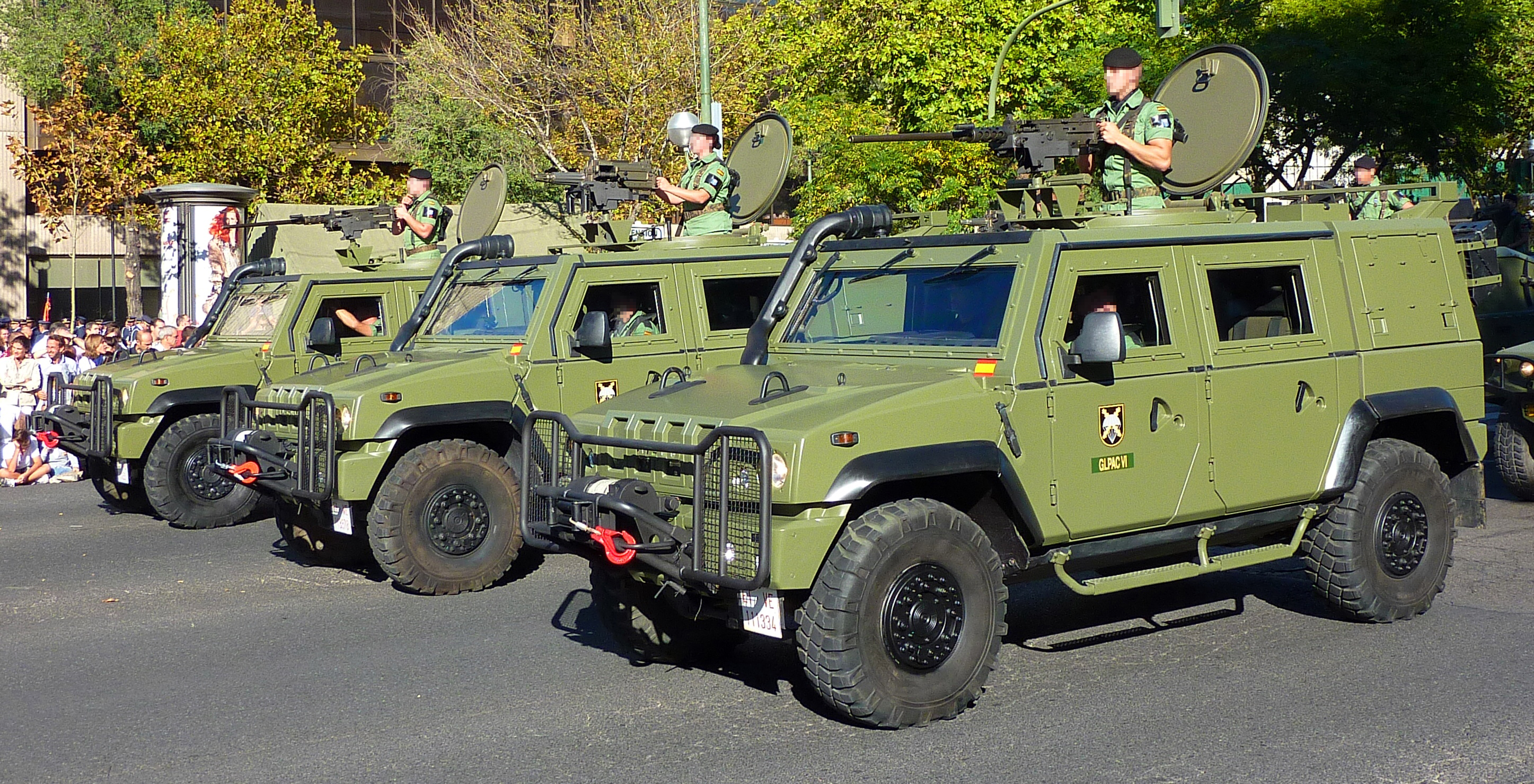
Tres Iveco LMV Lince de la BRIPAC, el del centro armado con un lanzagranadas automático LAG 40 y los otros dos con sendas ametralladoras pesadas Browning M2HB.

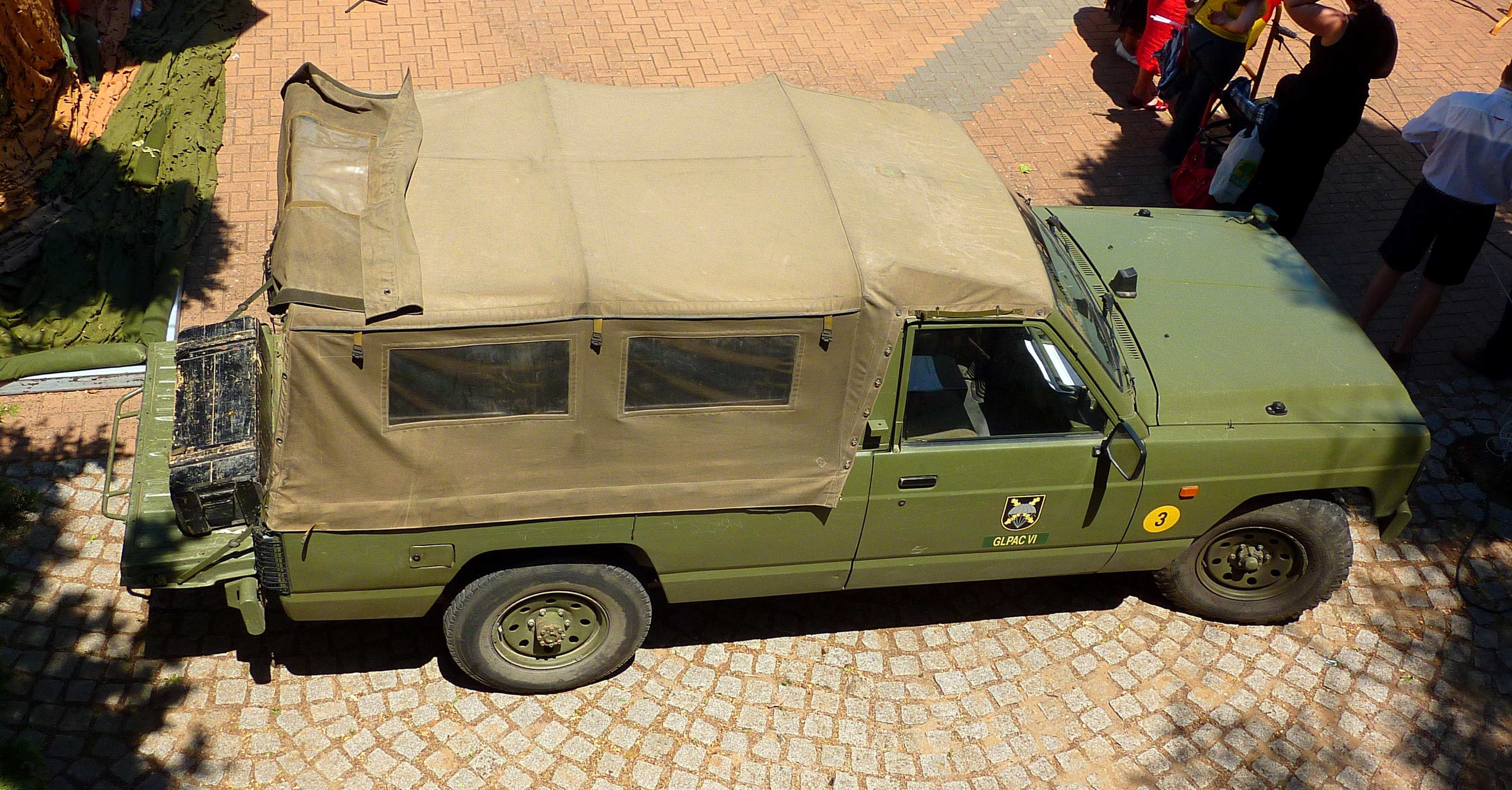
Nissan Patrol ML-6 con techo de lona.

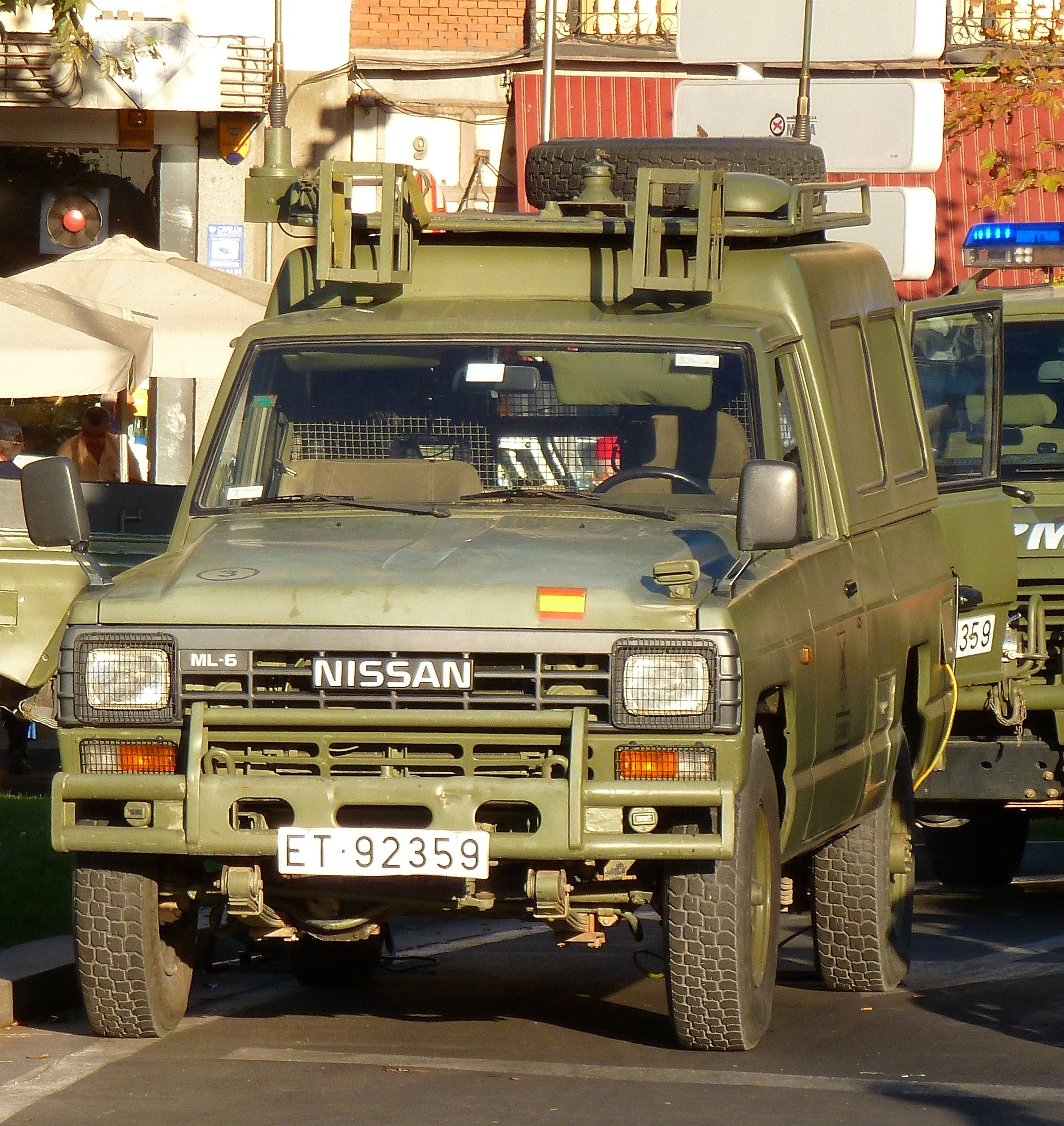
Patrol ML-6 carrozado de la Compañía de Transmisiones.

La creación de las Fuerzas Paracaidistas del Ejército de Tierra español se remonta al 17 de octubre de 1953, siendo Ministro de la Guerra el general Muñoz Grandes. Se le encomienda la misión al comandante Tomás Pallás Sierra, que junto a ocho oficiales, doce suboficiales y ciento cuarenta y nueve de tropa formarán el primer curso de paracaidista, con lo que nace la I Bandera Paracaidista y recibe el nombre de "Roger de Flor", en memoria del famoso caudillo almogávar al servicio de la Corona de Aragón durante el siglo XIII.
El 23 de febrero de 1954 se realiza el primer salto en paracaídas del Ejército de Tierra, desde aviones Junkers y Savoia y utilizando paracaídas modelo T-6.
En el mes de enero de 1956 se crea la Agrupación de Banderas Paracaidistas, siendo designado como jefe de la misma el teniente coronel de infantería Ignacio Crespo del Castillo, y se inicia la organización de la II Bandera, que toma el nombre de "Roger de Lauria".
Tras la independencia de Marruecos, fuerzas irregulares marroquíes iniciaron las hostilidades sobre el territorio español de Sidi Ifni. Los ataques comenzaron el 23 de noviembre de 1957, dando inicio a la Guerra de Ifni, que sirvió a las recién creadas fuerzas paracaidistas para realizar su bautismo de sangre.
Los paracaidistas de la II Bandera que formaban parte de la guarnición repelieron los ataques de las bandas armadas que querían ocupar la capital. Durante los combates, se produce el primer caído en acción de guerra de la unidad: el CLP (Caballero Legionario Paracaidista) José Torres Martínez. Mientras, se reciben noticias de la situación desesperada de la guarnición de Esbuia, una posición alejada que estaba siendo hostigada por los insurgentes. La 3ª sección de la 7º compañía parte a socorrerla al mando del teniente Antonio Ortiz de Zárate, quien pierde la vida heroicamente. En su honor, se le dio su nombre a la III Bandera Paracaidista cuando fue creada en 1960.
Como consecuencia de las operaciones, murieron cuatro oficiales y treinta tres CLP,s, y ochenta paracaidistas más resultaron heridos. Fueron concedidas tres medallas individuales, una Medalla Militar colectiva (a los 47 componentes de la Sección del Tte. Ortiz de Zárate), seis cruces de guerra y ochenta y dos cruces rojas.
En febrero de 1965 el general Julio Coloma Gallegos, primer general paracaidista de España, funda y organiza la Brigada Paracaidista del Ejército de Tierra, integrando elementos de todas las Armas combatientes, así como Órganos de los Servicios que, como tal Brigada, garantizan un apoyo logístico autónomo.
Al transformarse la Agrupación de Banderas Paracaidistas en Brigada, se crea el Grupo de Artillería (GACAPAC) (25 de marzo de 1966). Su fundador es el comandante Pío Martínez Lorenzo. Se le dotó con obuses OTO Melara 105/14 efectuándose el primer disparo el 30 de diciembre de 1966. A partir de ese momento el Grupo apoya rápida y eficazmente a la BRIPAC en cuantas ocasiones, ejercicios y maniobras se han planteado. Otros hechos reseñables son el lanzamiento de una batería de obuses al completo de personal y material (Galia V, 1976) y la participación, desde 1991, de una Batería en la AMF (OTAN). En abril de 1992 se reciben doce puestos de tiro de misil Mistral se forma la primera unidad de Artillería Antiaérea de la Brigada. En enero de 1996 se comenzó a recibir el cañón británico L-118/L-119 "Light Gun", material más moderno y de mayor alcance, y en el 2016 se incorporaron los obuses Santa Bárbara Sistemas 155/52 como parte de su transformación en brigada orgánica polivalente.: 28–29  El Grupo de Artillería Paracaidista ha participado aportando personal a todas las misiones exteriores en que ha participado la BRIPAC, desde la operación A/K en el Kurdistán Iraquí, hasta Kósovo, pasando por las diferentes misiones en Bosnia y Herzegovina.
El 14 de febrero de 1968 se concede a la Unidad la Enseña Nacional, que será entregada el 2 de mayo del mismo año por el alcalde de Alcalá de Henares en un solemne acto que contó con la presencia de los Príncipes de España Juan Carlos y Sofía.
En el año 1971 se crea el Batallón de Instrucción Paracaidista en el campamento de Santa Bárbara, Javalí Nuevo (Murcia), que asume y amplía los cometidos de la Unidad de Depósito e Instrucción con la finalidad de descargar a la Brigada de las misiones no operativas.
En 1975, durante los incidentes que desembocaron en la entrega por parte de España del Sahara español a Marruecos con la Marcha Verde, el 4 de agosto fue atacado el puesto de Hausa, guarnecido por una unidad de la III BPAC, resultando muerto el Cabo 1º Ibarz Catalán.

## Operaciones internacionales
Su vocación de unidad de élite y su alto grado de preparación le ha hecho estar presente en todos los escenarios de conflicto en los que ha participado España desde la creación de esta unidad.
En 1991 la I Bandera Paracaidista, junto a otras unidades del ejército español, participa en la operación PROVIDE COMFORT en ayuda al pueblo kurdo.
En 1993, la AGT Madrid, creada sobre la base de la BRIPAC permanecerá en Bosnia y Herzegovina, bajo el auspicio de Naciones Unidas durante siete meses.
La Brigada vuelve a Bosnia en mayo de 1996 formando el grueso de SPABRI II, bajo mandato de Naciones Unidas formando parte de IFOR (Fuerza de Implementación de Paz), contribuyendo al esfuerzo para conseguir la paz en los Balcanes.
En el año 2000, la III Bandera Paracaidista y la Uzapac VI formaron el grueso de KSPABAT II y KUING II, en Kosovo, formando parte de la Brigada Multinacional Italiana.
De septiembre de 2001 a marzo de 2002 la II BPAC y UZAPAC formaron el grueso de la Agrupación KSPAGT VI en Kosovo, formando parte de la Brigada Multinacional Italiana. Desde entonces, la BRIPAC continua en su línea de intensa preparación, para atender allí donde los intereses de España lo requieran.

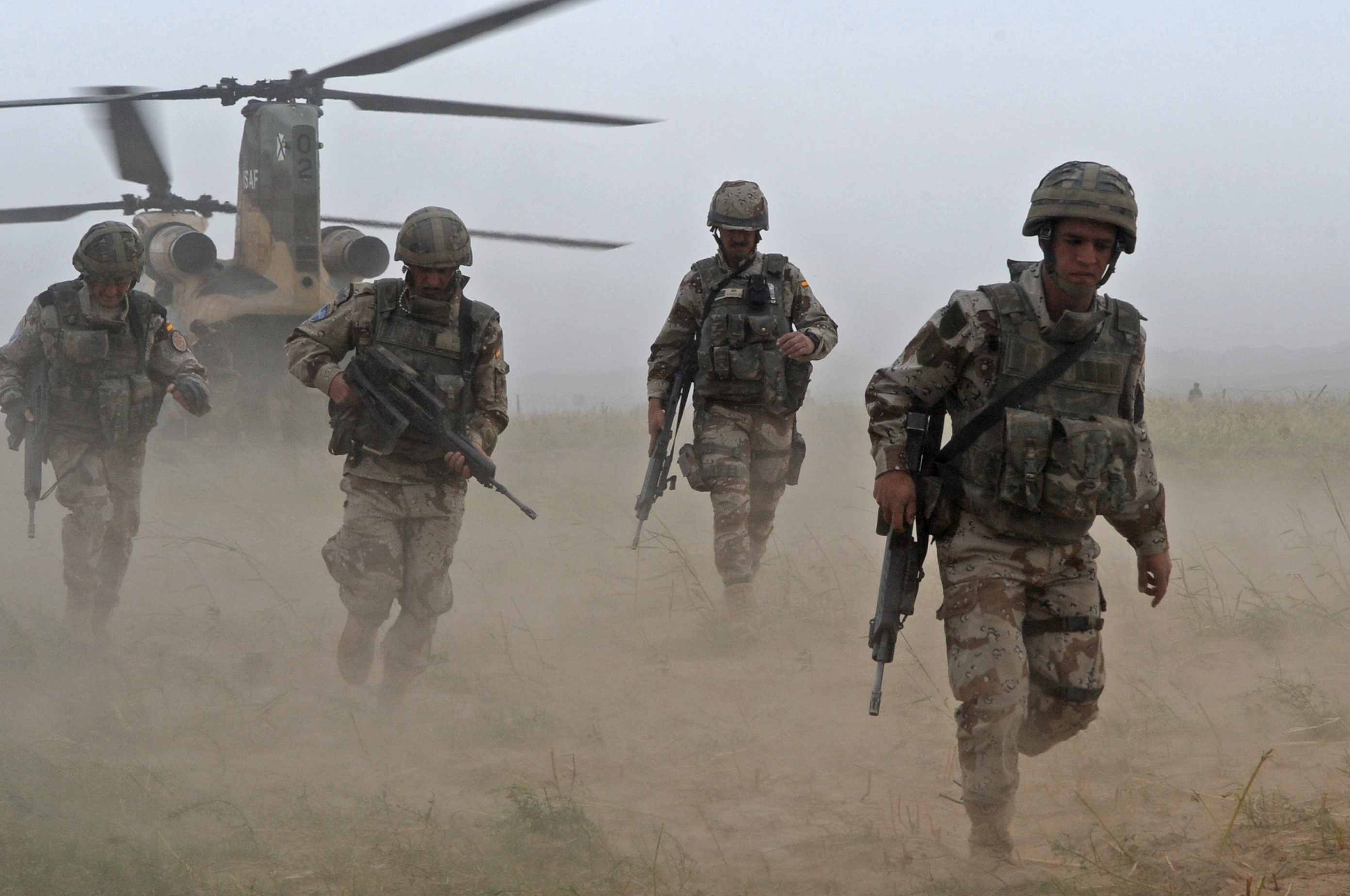
Paracaidistas en Afganistán

En 2002 la BRIPAC llega a Afganistán, bajo el mandato de la OTAN y actualmente siguen en Afganistán. Se está previsto las retiradas de las tropas en 2014.
El 8 de julio de 2005 las Fuerzas Armadas Españolas despliegan unidades del Ejército de Tierra, sobre todo de la BRIPAC, en las estaciones de metro y tren de España como medida de seguridad nacional tras los atentados de Londres del 7 de julio de 2005.
Realiza continuos despliegues en ZO en las misiones Libre Hidalgo en el Líbano y Romeo-Alfa en Afganistán.
En julio de 2015 se despliega en Irak para tareas de entrenamiento de soldados iraquíes, en la Guerra contra Estado Islámico

## Organización

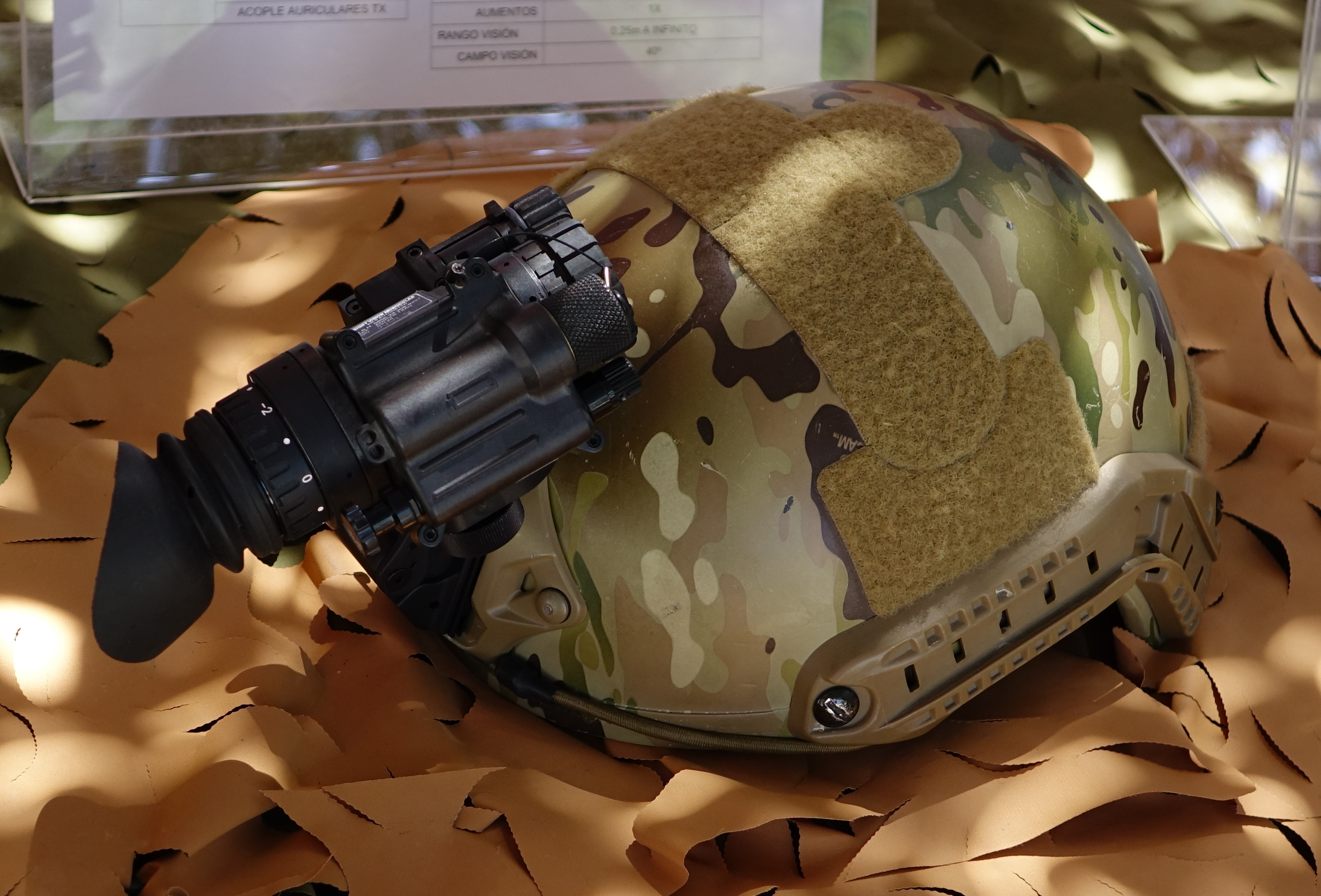
Gafa de visión nocturna Newcon NVS-14 (sobre casco Ops-Core Nexus).

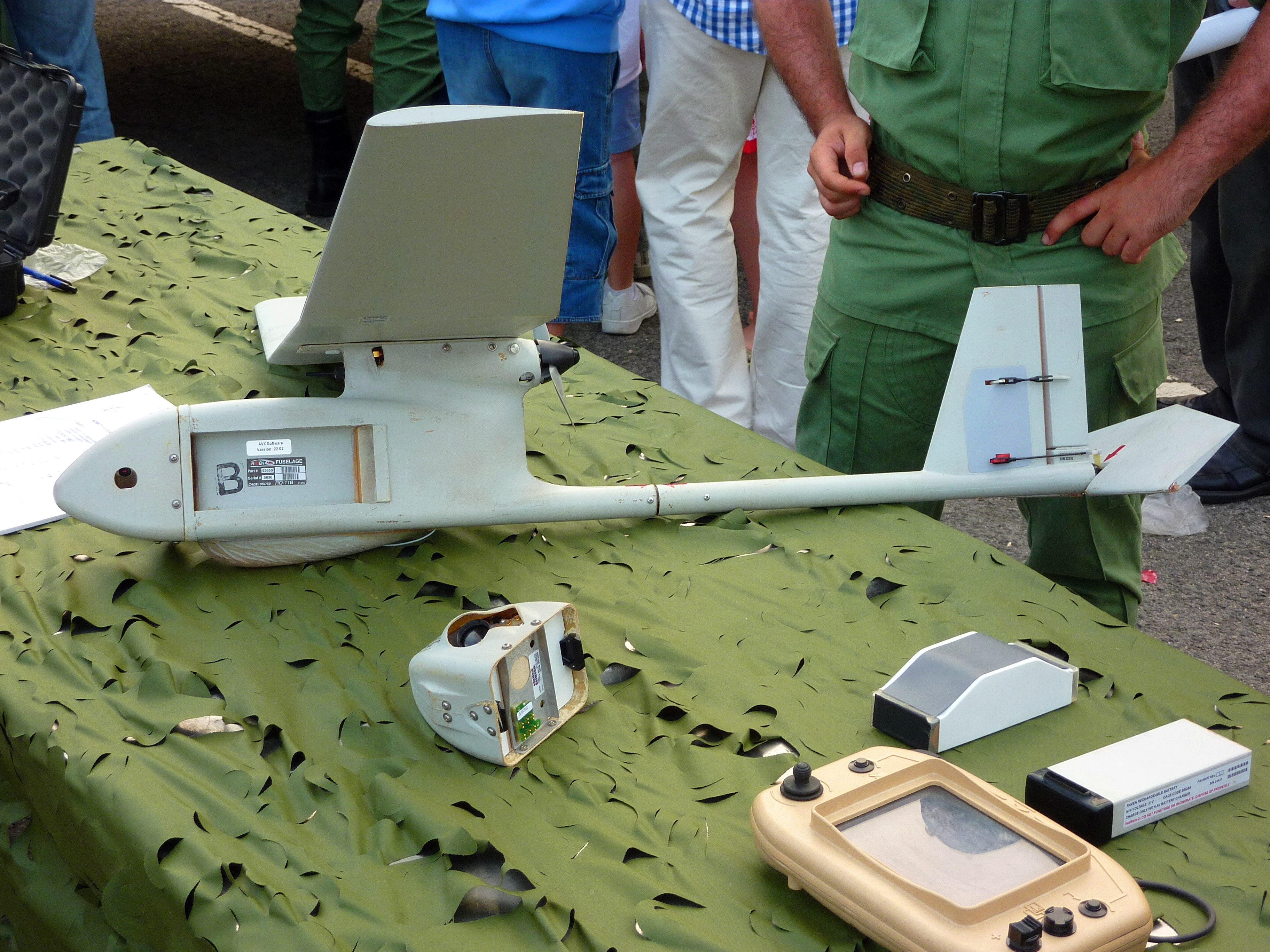
Vehículo aéreo no tripulado miniatura AeroVironment RQ-11 Raven.

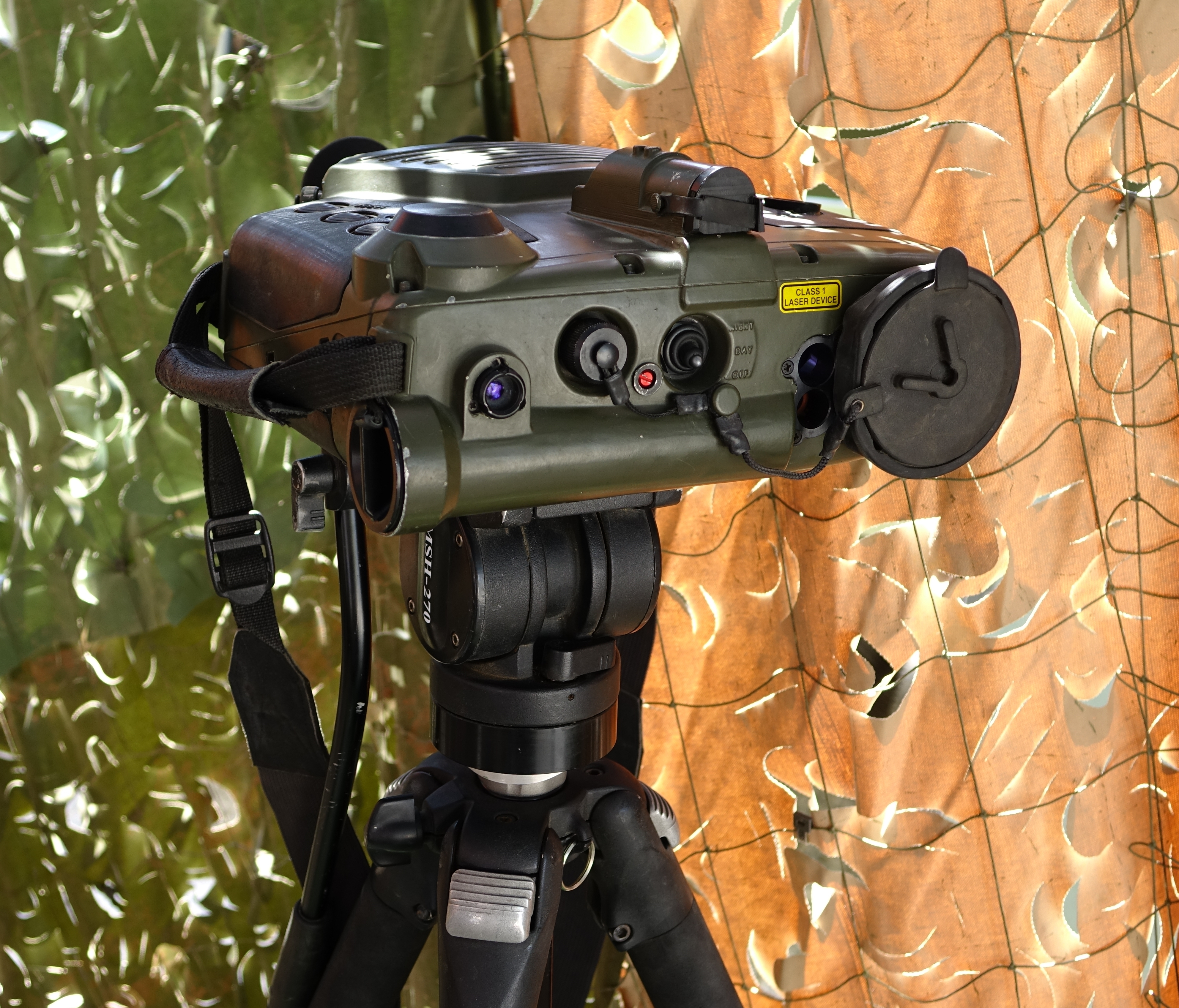
Cámara térmica Elbit Coral CR-P.

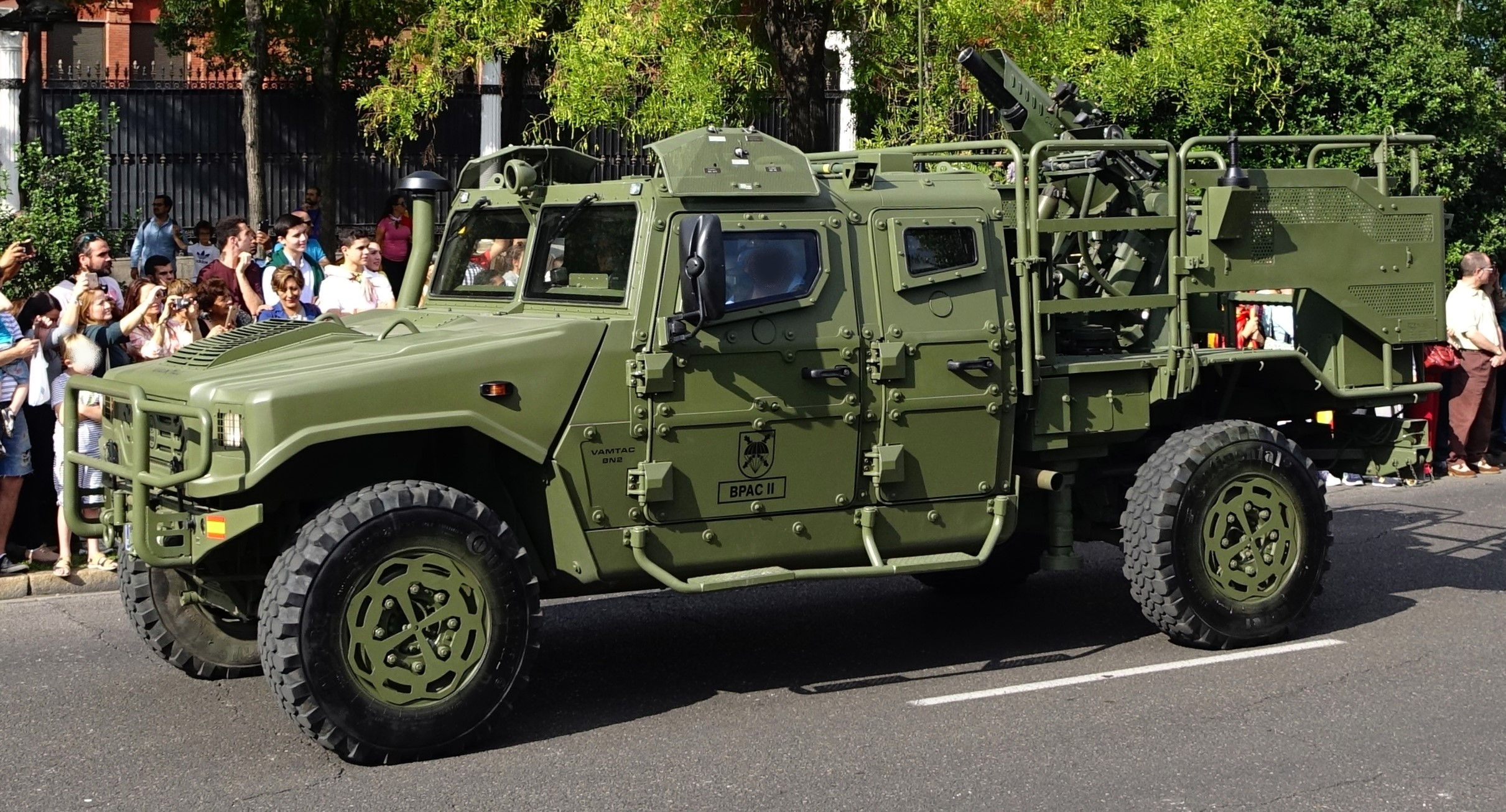
Mortero de 81 mm Soltam Cardom sobre VAMTAC BN2 blindado.

### Cuartel General
El Cuartel General ejerce el mando de la Brigada, y el empleo, instrucción y preparación de las unidades que la componen.

### Batallón de Cuartel General (BON CG BRIPAC)
Creado sobre la base de la antigua Compañía de Cuartel General por INS. 5/97 del EME, siendo su jefe fundador el comandante Míguez, el Batallón de Cuartel General es la unidad más joven de la BRIPAC, que, con una composición heterogénea, proporciona los elementos orgánicos y tácticos que se precisan para asegurar el funcionamiento, la seguridad y el apoyo en beneficio de la operatividad y el ejercicio del Mando de esta Gran Unidad.
Se articula en varias unidades y órganos con misiones diversas.
- Asesoramiento y apoyo al Mando: Estado Mayor.
- Inteligencia: Unidad de Inteligencia (UINT)
- Información lejana: Compañía de Reconocimiento Avanzado (CRAV).
- Vigilancia y protección: Sección de Protección de la Compañía de PLM del Batallón de Cuartel General.
- Seguridad y orden: Sección de Policía Militar
- Cía Cazacarros: Compañía de defensa contracarro.
- Apoyo al Mando: Secciones de Puestos de Mando de la Compañía de PLM del Batallón de Cuartel General.
- Comunicaciones tácticas: Compañía de transmisiones.

#### Compañía de Transmisiones Paracaidista (CIATRANSPAC VI)
Es responsable de las transmisiones necesarias tanto para la ejecución de las órdenes establecidas por el Cuartel General como para la comunicación entre las diferentes unidades de la Brigada.
Creada en 1956 como Sección de Transmisiones, un año después participó en la Guerra de Ifni. En 1966, con el establecimiento de la BRIPAC, pasó a ser Compañía de Transmisiones en el seno del Batallón Mixto de Ingenieros Paracaidista hasta 1996, año en el que se integró en el Batallón de Cuartel General. Ha prestado servicios en el Kurdistán iraquí (1991), Bosnia-Herzegovina (1992-1994, 1996, 1999 y 2003), Kósovo (2002), Líbano (2007 y 2010) y Afganistán (2006, 2007, 2008 y 2010).

### Regimiento de Infantería n.º 4 "Nápoles" de Paracaidistas
Creado con fecha 1 de enero de 2016 para encuadrar las Banderas "Roger de Flor" y "Roger de Lauria", su plana mayor se encarga de tareas administrativas en apoyo de sus dos Banderas.: 18 

#### Bandera Roger de Flor

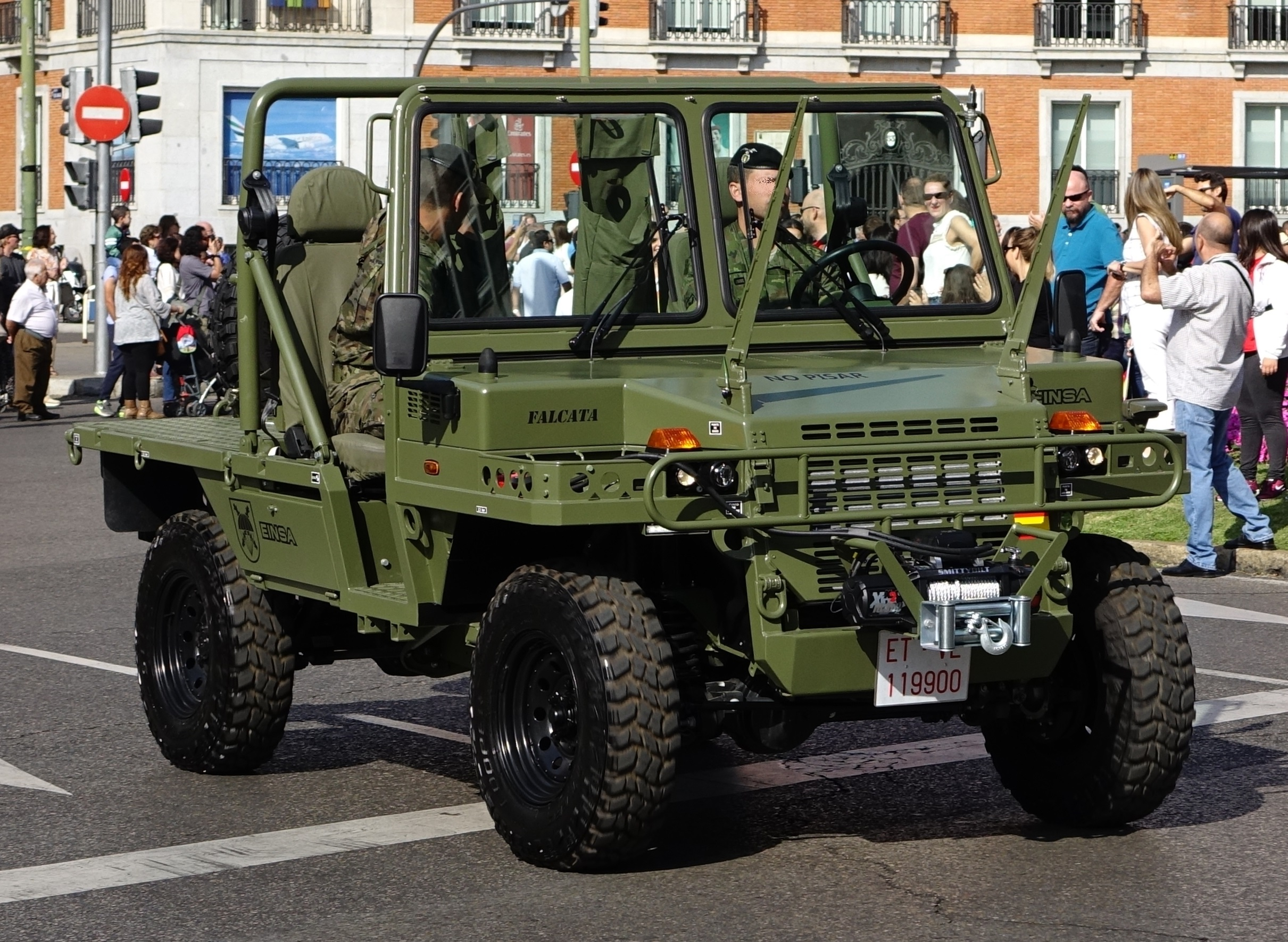
Vehículo especial aerolanzable (mula mecánica) EINSA MM-1A Mk-2 Falcata (vehículo).

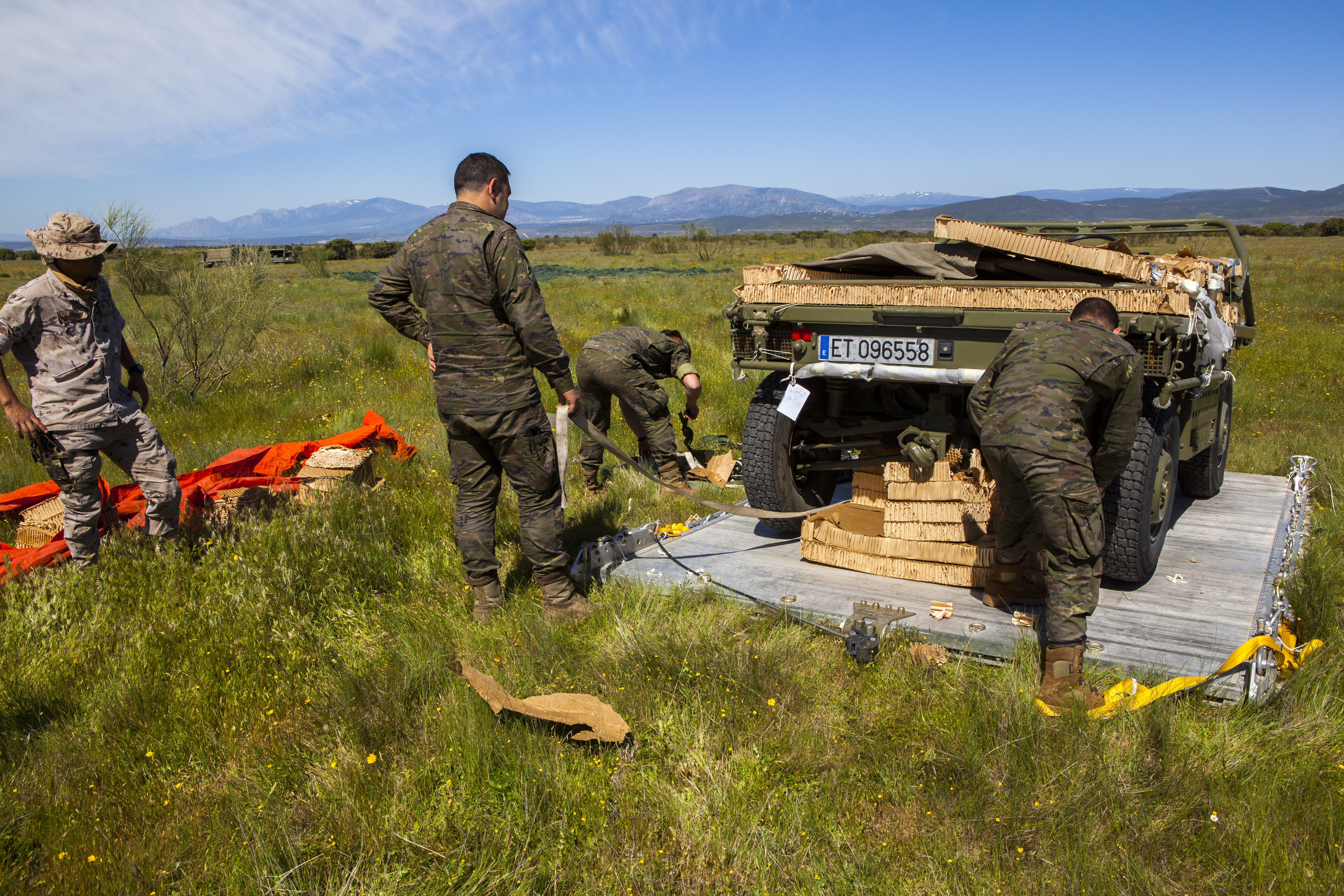
Quatripole Q-150D de la BRIPAC después de un lanzamiento

La 1ª Bandera de Infantería Paracaidista del Ejército de Tierra fue creada el 17 de octubre de 1953, siendo destinado para su mando el día 8 de diciembre del mismo año al entonces comandante Tomás Pallás Sierra. Esta primera unidad tomó el nombre de un famoso caudillo almogávar "Roger de Flor" que estuvo al servicio de la Corona de Aragón en el siglo XIII.
El 23 de febrero de 1954 se realiza el primer lanzamiento paracaidista en Alcantarilla (Murcia), siendo esta fecha considerada como el Aniversario Fundacional de la BRIPAC. La Bandera se instala en el Acuartelamiento Príncipe de Lepanto en Alcalá de Henares (Madrid), antiguo cuartel de Caballería. Actualmente, la I Bandera de Paracaidistas se aloja en la Base «Príncipe», en el término municipal de Paracuellos de Jarama (Madrid).

#### Bandera Roger de Lauria

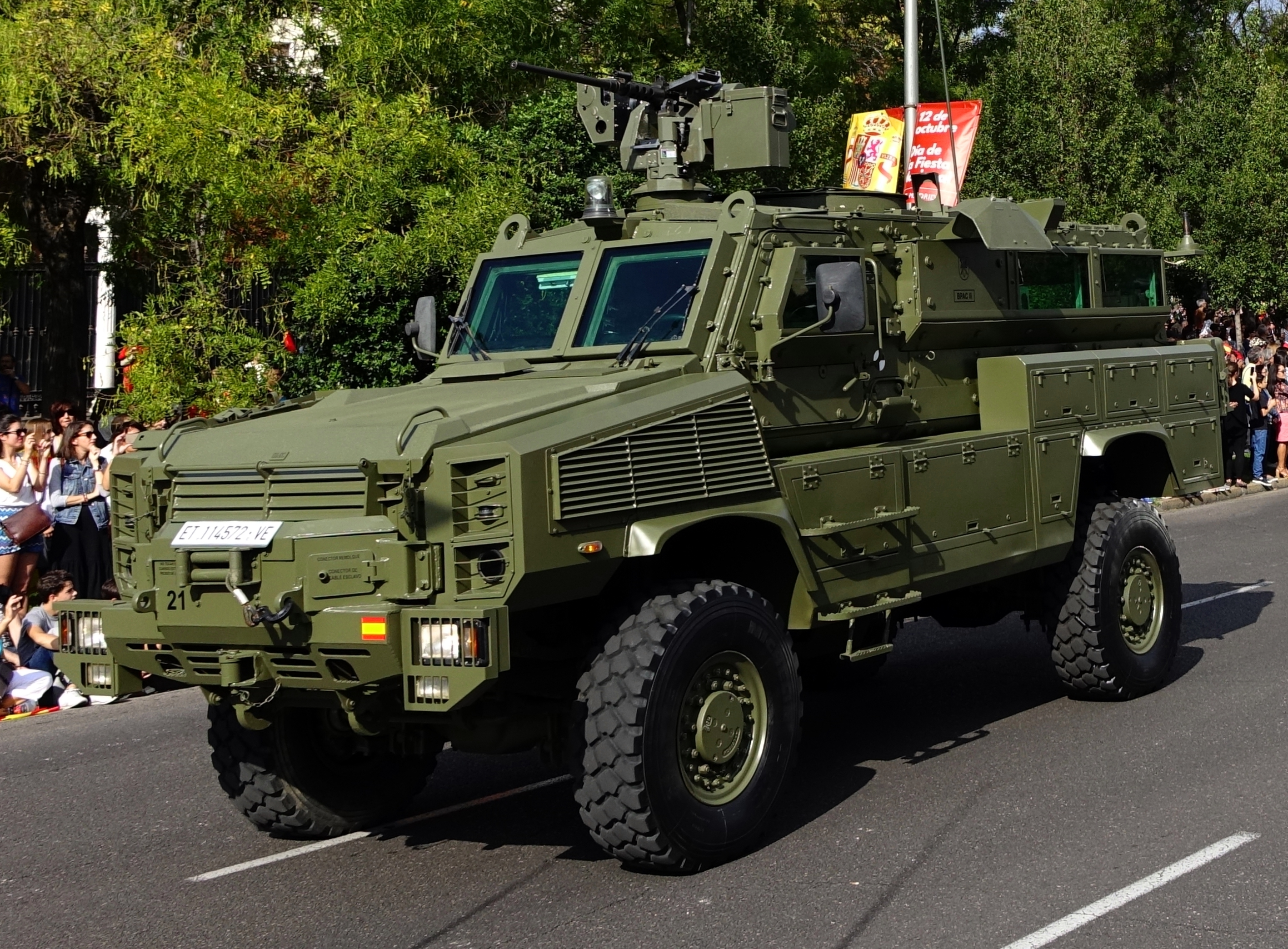
RG-31 MK.5E Nyala de línea de la Bandera de Infantería Protegida «Roger de Lauria» (BPAC II).

En el mes de junio de 1956 se constituye la Segunda Bandera, que recibe el nombre del famoso almirante "Roger de Lauria".
Sus paracaidistas saltan por primera vez el 11 de junio bajo el mando del Comandante Ramón Soraluce Goñi.
En enero de 1957 se traslada a Ifni, donde releva a la I Bandera. El 8 de mayo, el desgraciado accidente de un Junkers proporciona la ocasión a la heroica conducta del Cabo 1º Ángel Canales López quien, con grave riesgo de su vida, participa en el rescate de los supervivientes: es la primera Medalla Militar individual concedida a un paracaidista. El 24 de noviembre, cuando se dirige a socorrer el puesto de T`Zelata al-Isbua, la tercera Sección de la 7ª Compañía es atacada por sorpresa. Tras combatir heroicamente mueren el Cabo 1º Civera Comeche y los C.L.P. Aguirre y Matamoros. El 26 el teniente Antonio Ortiz de Zárate y el CLP Vicente Vila Pla, primer herido en combate, mueren heroicamente tras rechazar un asalto a la posición. Por su resistencia abnegada es concedida la Medalla Militar Individual al Teniente y al Sargento Moncada, y a la Sección, la Medalla Militar Colectiva.
Sus hombres han participado –bajo la bandera de las Naciones Unidas– en la Operación de Mantenimiento de la Paz desarrollada en la antigua Yugoslavia (Agrupaciones "Málaga", "Canarias" y "Madrid") y una Compañía formó parte de la Agrupación "Alcalá" que operó en el norte de Irak (1991).
Desde septiembre de 2001 hasta marzo de 2002, la II Bandera se desplaza a Kosovo bajo el mandato de la OTAN, formando KSPAGT-VI "ALMOGÁVARES" con la misión de hacer cumplir lo ordenado en la Resolución 1.244 de la ONU.

### Regimiento de Infantería n.º 5 "Zaragoza"
Creado con fecha 1 de julio de 2016 para encuadrar la bandera "Ortiz de Zárate", su plana mayor se encarga de tareas administrativas y jefatura de acuartelamiento en apoyo de la bandera.: 18–19 

#### Bandera Ortiz de Zárate
Sobre la base de 230 paracaidistas de la Primera Bandera (1ª y 2ª Cías.), se crea en julio de 1960, en Murcia, la Tercera Bandera. Toma el nombre de "Ortiz de Zárate", en honor y memoria del teniente caído en combate en la Guerra de Ifni. El 23 de septiembre realiza su primer lanzamiento desde avión bajo el mando del comandante Manuel Echanove Goñi, primer jefe de la Tercera Bandera.
Desde septiembre de 1993 hasta abril de 1994, la Tercera Bandera forma el grueso de la Agrupación "Madrid", destacada por España en Bosnia-Herzegovina como parte de la Fuerza de Protección de la ONU (UNPROFOR).
El 1 de enero de 2003, la III BPAC se traslada al acuartelamiento de Santa Bárbara, en Javalí Nuevo (Murcia).

### Regimiento de Caballería n.º 8 "Lusitania"
Regimiento con 309 años de historia, incorporado a la BRIPAC el 1 de enero de 2017 para reforzar la brigada con capacidades adicionales de fuego directo, reconocimiento y maniobra.: 19 

### Grupo de Artillería de Campaña Paracaidista (GACAPAC)
Al transformarse la Agrupación de Banderas Paracaidistas en Brigada, se crea el Grupo de Artillería (25 de marzo de 1966). Su fundador es el Comandante D. Pío Martínez Lorenzo.
Se le dotó con obuses OTTO MELARA 105/14, efectuándose el primer disparo el 30 de diciembre de 1966. A partir de ese momento el Grupo apoya rápida y eficazmente a la BRIPAC en cuantas ocasiones, ejercicios y maniobras se han planteado.
Otros hechos reseñables son el lanzamiento de una batería de obuses al completo de personal y material (Galia V, 1976) y la participación desde 1991 de una Batería en la AMF. (OTAN)
En abril de 1992 se reciben 12 puestos de tiro de misil MISTRAL, y se forma la primera unidad de Artillería Antiaérea de la Brigada. Finalmente, en enero de 1996, se comienza a recibir el cañón británico L-118/L-119 "Light Gun", material más moderno y de mayor alcance.
El Grupo de Artillería Paracaidista ha participado aportando personal a todas las misiones exteriores en que ha participado la BRIPAC, desde la operación A/ K, en el Kurdistán iraquí, hasta Afganistán, pasando por las diferentes misiones en Bosnia y Herzegovina, Kosovo y Líbano.
Con la transformación de la BRIPAC en Brigada Orgánica Polivalente, el GACAPAC pasa a contar con dos baterías de obuses 155/52 y una sola batería de obuses 105/37 Light Gun, con seis obuses por batería.: 28–29 

### Batallón de Zapadores Paracaidistas VI (BZPAC VI)
En 1957 se crean las primeras unidades de Ingenieros en la Agrupación de Banderas Paracaidistas, participando en la campaña de Sidi Ifni junto a las dos Banderas Paracaidistas personal de la Sección de Transmisiones del Exterior y tomando parte en el segundo lanzamiento en acción de guerra. Su misión es apoyar en el combate al resto de las unidades de la Brigada mediante acciones de movilidad, contramovilidad y supervivencia.
El 15 de febrero de 1966 se constituye el Batallón Mixto de Ingenieros Paracaidistas, constando de una Plana Mayor de Mando reducida, una Compañía de Zapadores y otra de Transmisiones. Con motivo de la separación de las dos especialidades fundamentales del arma de Ingenieros, en octubre de 1996 se disuelve el "Batallón de Ingenieros Paracaidista I", naciendo así el 1 de enero de 1997 la "Unidad de Zapadores Paracaidista 6".

### Grupo Logístico VI (GL VI)

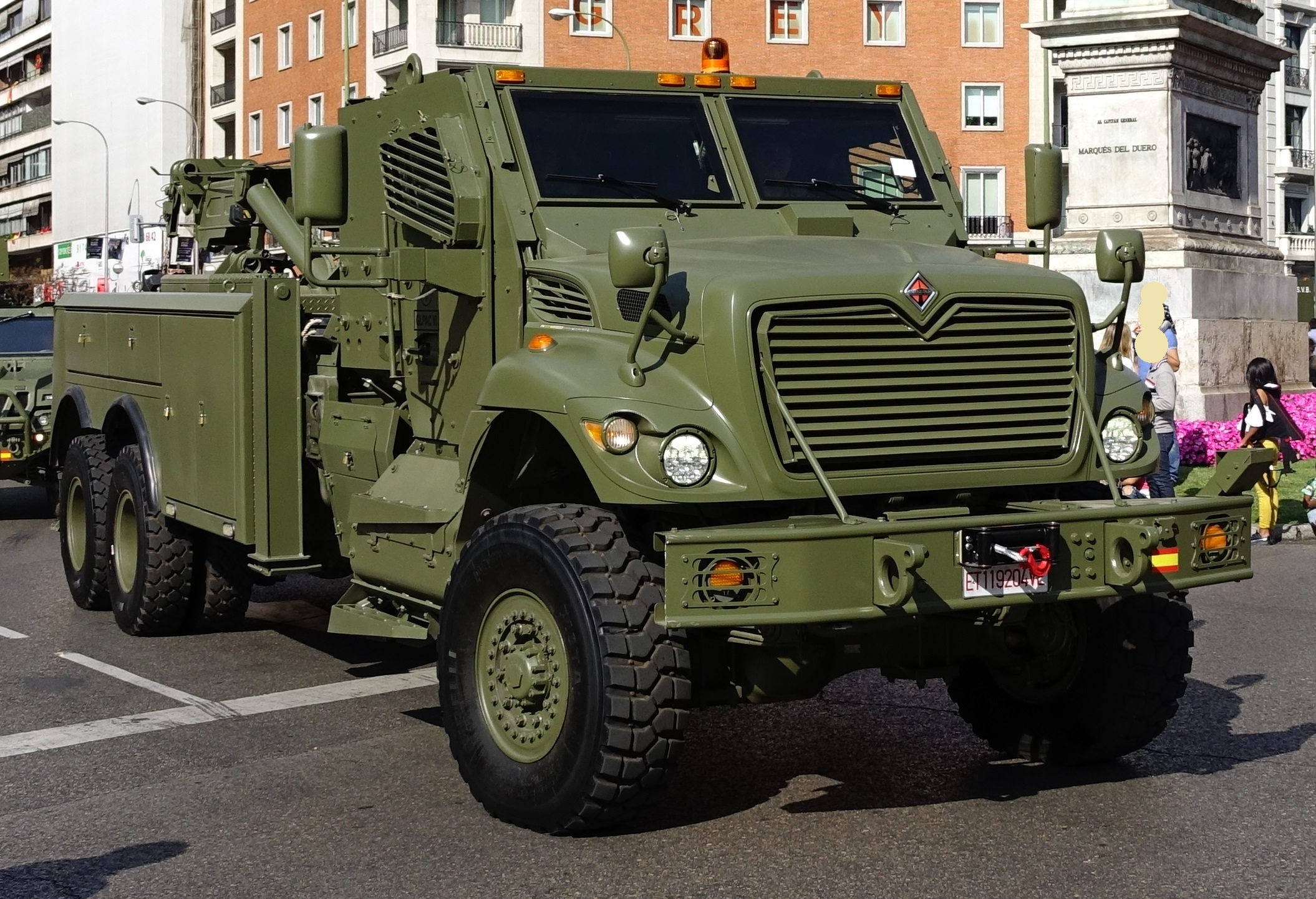
Camión de recuperación blindado categoría MRAP (resistente a la explosión de minas y artefactos improvisados) MaxxPro Wrecker del GLPAC VI.

Se organiza como consecuencia de la creación de la Brigada Paracaidista según Instrucción General 165/142 del Estado Mayor Central el 30 de diciembre de 1965, donde se intercalan todos los servicios de la Gran Unidad, cuya misión general es la ejecución del apoyo logístico de las Unidades de la Brigada. De él forma parte también la Cía. Base Paracaidista, que con el tiempo se transformará en el Grupo de Lanzamiento y posteriormente Compañía de Lanzamiento.
Reorganizado en 1988, y de acuerdo con la IG 4/88 EME (5ª División), se adapta la antigua orgánica por Unidades de los Servicios, al actual por funciones logísticas. En esta unidad se reúne personal de todas las Armas y gran parte de las Especialidades del Ejército y en su peculiar actividad. Se tiene siempre como orgullo que las Banderas, Batallón, Grupo o Cuartel General tengan cuanto necesiten para vivir y combatir, en el lugar adecuado y en el momento oportuno.
El Grupo Logístico Paracaidista es Punta de Lanza de las unidades logísticas del Ejército de Tierra en cuanto a proyección exterior se refiere, destacándose: de mayo a junio de 1991, personal de esta unidad formó el núcleo principal de la UAL de la AGT "ALCALA" en la Operación A/K de ayuda al Kurdistán iraquí.
El Grupo Logístico también engloba en su orgánica la Compañía de lanzamiento de personal y la Compañía de lanzamiento de cargas del antiguo Grupo de Lanzamiento y Aerotransporte.
En el año 1954 se crea una Escuadra de plegados, con cuatro plegadores y cuatro ayudantes al mando de un suboficial.
En 1956 se aumenta la entidad a una sección, todos plegadores. Ejerce el asesoramiento técnico el oficial del Ejército del Aire y el mando administrativo, un capitán de la Agrupación de Banderas Paracaidistas.
Poco a poco se va creando la unidad: dos secciones de plegados al mando de un teniente en 1960, Compañía Base con cuatro secciones al mando del capitán Sáenz de Sagaseta en 1965 y Unidad de Base con Compañías de Plana Mayor de Plegados y Abastecimiento Aéreo en 1978.
Finalmente, en 1987 se transforma en el actual Grupo de Lanzamiento y Aerotransporte (anteriormente Grupo de Lanzamiento y Preparación de Cargas), bajo el mando del teniente coronel Carvajal Raggio.
Responsable del abastecimiento aéreo por lanzamiento para todo el Ejército, sus especialistas reúnen todos los conocimientos y experiencias adquiridas acerca del paracaídas. Entre otras, se imparten las especialidades de Plegador, Jefe de salto, Preparación de cargas, Paracaídas tipo Ala y HALO-HAHO.
A principios de 2008, tras una adaptación orgánica, el Grupo de Lanzamiento desaparece, transformándose en el Grupo de Apoyo a la Proyección (GAPRO) y deja de pertenecer a la BRIPAC para depender orgánicamente de la Agrupación de Apoyo Logístico nº 11 (AALOG-11) de Colmenar Viejo. Tras esta adaptación, el GAPRO mantiene la capacidad de lanzamiento de lanzamiento de cargas para todo el Ejército de Tierra. Paralelamente, en el Grupo Logístico de la BRIPAC se crea la Unidad de Lanzamiento que manteniendo las mismas instalaciones y material del Grupo de Lanzamiento, proporciona actualmente a la BRIPAC la capacidad de lanzamiento de personal.
El 1 de julio de 2012, la Brigada Paracaidista recupera el lanzamiento de cargas en paracaídas. El traspaso de GAPRO a GLPAC (Compañía de Cargas y Compañía de Lanzamiento) consiste únicamente en material e instalaciones pero no el personal especializado, que permanece en el GAPRO. Con este paso la BRIPAC vuelve a tener todas las capacidades que reunía el extinto Grupo de Lanzamiento y Aerotransporte  excepto el aerotransporte que aún se mantiene en el GAPRO.

## Características de la BRIPAC
En la actualidad la BRIPAC es una unidad con un alto grado de profesionalidad e instrucción, preparada para desplegar en cualquier momento y lugar. Junto con el Mando de Operaciones Especiales y la Brigada de La Legión forman la élite de las unidades del Ejército de Tierra español. Reciben el mote de "brillantinas", por la fama que tienen de poner especial cuidado en la uniformidad y la disciplina. 

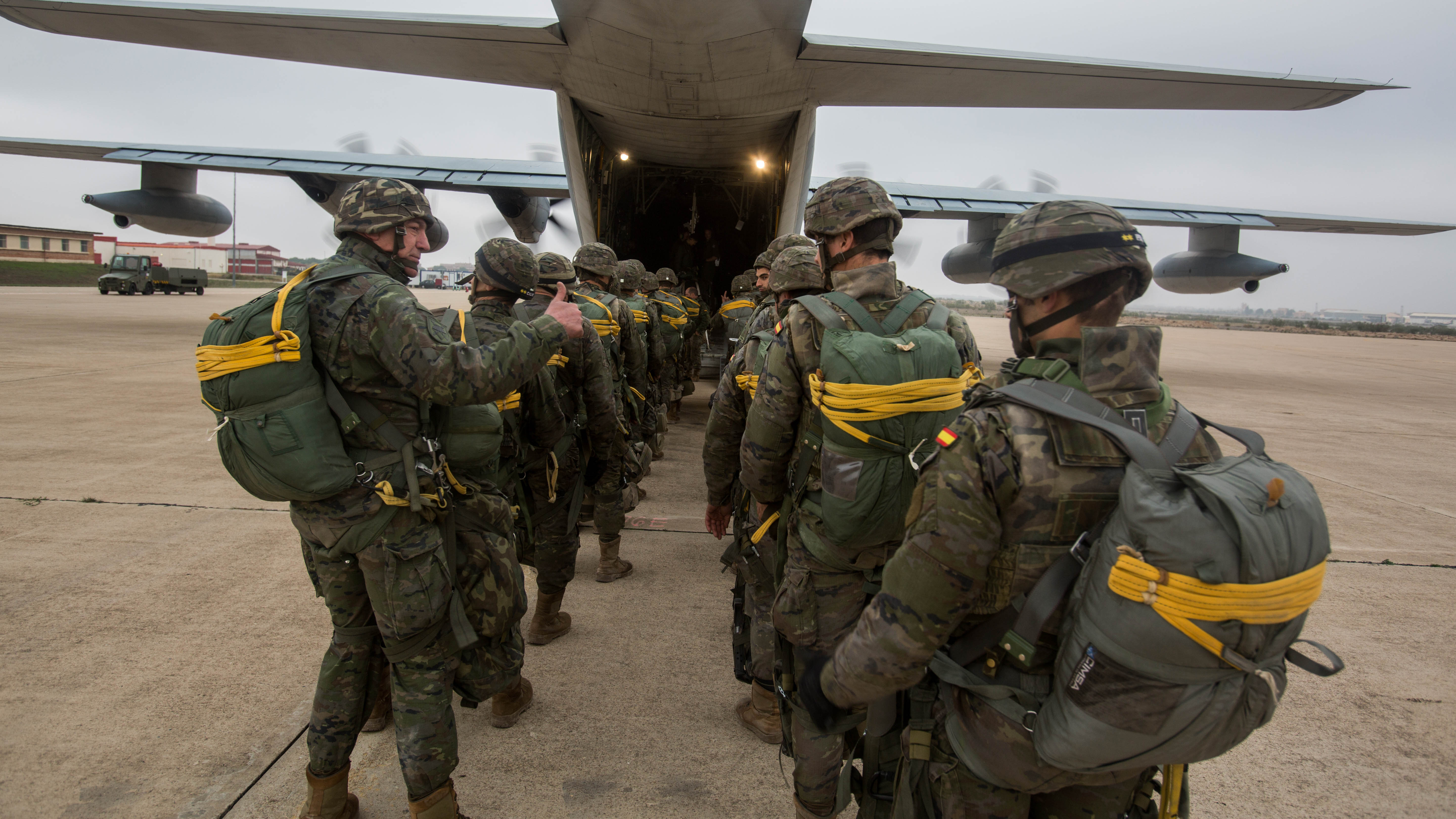
El general de brigada Juan Cifuentes Álvarez y otros miembros de la unidad abordando un Hércules de los Marines estadounidenses para realizar un salto de práctica

Es una unidad ligera y polivalente del Ejército de Tierra con una base moderna y orientada a la instrucción. Su preparación le permite la realización de diferentes tipos de operaciones:
- Operaciones aerotransportadas.
- Operaciones aeromóviles.
- Operaciones de evacuación de no combatientes (NEO).
- Operaciones en el exterior.
- Operaciones de combate propias de la infantería.
- Capacidades paracaidistas del ET.

### Capacidades de combate
- Despliegue rápido.
- Alta disponibilidad – dos GT.
- Operaciones Conjunto-Combinadas.
- Envolvimiento vertical.
- HALO/HAHO (Salto paracaidista a alta cota con empleo de oxígeno).
- Operaciones Terreno Urbanizado.
- Operaciones Mantenimiento de Paz.
- Apoyo de fuego limitado.

### Capacidades CIMIC (Cooperación cívico-militar)
- Centro de control de evacuados.
- Centro de recepción (campo de refugiados).
- Corredores humanitarios.
- Apoyo planeamiento civil emergencia.
- Información pública.

Su personal tiene un alto grado de disciplina, preparación y experiencia con medios modernos, ya que pertenecen a una unidad que está siempre disponible para ser empleada en los puestos de mayor riesgo y fatiga.

## Fallecidos
- Acción de guerra: 47, incluidos seis fallecidos en Líbano 2007 y tres en Afganistán en 2006 (1) y 2007 (2)
- Accidentes paracaidistas: 71
- Fallecidos en acto de servicio: 65[9]

## Paracaidistas famosos
- Alberto García-Alix (curso 150, 1978). Fotógrafo. 18 meses como Caballero Legionario Paracaidista.
- Alberto Ruiz Gallardón (curso 345, 1985). Alcalde de Madrid, Presidente de la Comunidad de Madrid y Ministro Justicia. Destinado en la Bripac 6 meses como alférez de complemento.
- Iñigo Moré (curso 522, 1989). Ensayista y analista. 18 meses como Caballero Legionario Paracaidista. Profesor de Derecho Constitucional en la Academia de suboficiales durante su servicio.

## Sala Museográfica de la Brigada Paracaidista
Inaugurada el 21 de febrero de 2023, en la plaza de San Lucas de Alcalá de Henares. Presenta la historia de la BRIPAC desde su bautizo de fuego en Sidi Ifni hasta la actualidad, con documentos gráficos, uniformes, insignias, banderines, equipamiento y vehículos militares.

## Controversia
El 9 de diciembre de 2020 el periódico La Marea sacó en exclusiva un vídeo en el que se ve a soldados de la BRIPAC cantando y bailando una versión rock de "Primavera", el himno de la División Azul, que combatió junto a las tropas alemanas en la II Guerra Mundial. Esta versión está realizada por el grupo Toletum, de carácter neonazi. De acuerdo con El País, tres militares fueron sancionados por ello acorde demandas del gobierno, no sólo por la canción sino por ser una fiesta no autorizada y consumir bebidas alcohólicas en una instalación militar.

## Símbolos de la Brigada Paracaidista

Escudo de la Brigada Almogávares» VI de Paracaidistas
Escudo utilizado como unidad de Infantería Ligera (Hasta 2016)
Emblema o distintivo de la Brigada

Escudo del Cuartel General de la Brigada Paracaidista (CG BRIPAC-VI)

Escudo del Regimiento de Infantería nº. 4 "Nápoles", de Paracaidistas (RIPAC-4)
Escudo del Regimiento de Infantería nº. 5 "Zaragoza" (RI-5)
Escudo del Regimiento de Caballería nº. 8 "Lusitania" (RC-8)

Escudo de la Primera Bandera de Infantería Paracaidista "Roger de Flor" (BIPAC-I/4) Regimiento de Infantería nº. 4 "Nápoles", de Paracaidistas
Escudo de la Segunda Bandera de Infantería Protegida "Roger de Lauria" (BIP-II/4) Regimiento de Infantería nº. 4 "Nápoles", de Paracaidistas
Escudo de la Tercera Tercera Bandera de Infantería Protegida "Ortiz de Zárate" (BIP-III)

Escudo del Grupo de Artillería de Campaña Paracaidista VI (GACAPAC-VI)
Escudo del Batallón de Zapadores VI (BZAP-VI)
Escudo del Grupo Logístico VI (GL-VI)
Escudo de la Compañía de Transmisiones Paracaidista (CIATRANSPAC-6)
Escudo del Batallón del Cuartel General de la Brigada Paracaidista (BON CG BRIPAC)

Escudo de la Unidad de Lanzamiento Paracaidista (ULANPAC)
Escudo de la Compañía de Defensa Contracarro Paracaidista (CIADCCPAC)
Escudo de la Compañía de Inteligencia de la Brigada Paracaidista (CIAINT)
Escudo del Grupo de Caballería Ligero Acorazado "Sagunto" I/8 (GCLAC-I/8) Regimiento de Caballería Acorazada nº. 8 "Lusitania"

Escudo de la Unidad de Formación Paracaidista (UFPAC)